# 박라연
박라연(1951년 9월 26일~)은 대한민국의 시인이다. 1990년, 동아일보에 시 《서울에 사는 평강공주》로 등단했으며,이후 2008년 제3회 윤동주문학상, 2010년 제5회 혜산 박두진문학상 등을 수상했다.